# Котюржинцы (Красиловский район)
Котюржинцы (укр. Котюржинці) — село в Красиловском районе Хмельницкой области Украины.
Население по переписи 2001 года составляло 383 человека. Почтовый индекс — 31060. Телефонный код — 3855. Занимает площадь 2,342 км². Код КОАТУУ — 6822784401.

## Местный совет
31060, Хмельницкая обл., Красиловский р-н, с. Котюржинцы, ул. Ленина, 37